# Apteronotus apurensis
Apteronotus apurensis е вид лъчеперка от семейство Apteronotidae.

## Разпространение
Видът е разпространен във Венецуела.

## Описание
На дължина достигат до 30,8 cm.